# هرمان گلدستاین
هرمان گلدستاین (انگلیسی: Herman Goldstine; ۱۳ سپتامبر ۱۹۱۳ – ۱۶ ژوئن ۲۰۰۴) دانشمند در زمینه علوم رایانه اهل ایالات متحده آمریکا بود.
وی همچنین برندهٔ جوایزی همچون نشان ملی علوم شده‌است.